# 陽巷
陽巷，又稱陽巷村，一個自然村落，挨著橫蕩河，居民以瞿姓、張姓為主，位於江蘇宜興市洋溪鎮圩酿（指不挨著太湖的村落，宜興話）。陽巷是一個漁場，居民以補漁為生，有的人會說船釀話（一種歷史悠久的漁民之間所說的話）。